# Неджати Зекирия
Неджати Зекирия (на турски: Necati Zekeriya; на македонска литературна норма: Неџати Зекирија) е детски писател, автор на разкази и преводач от Социалистическа Република Македония. Най-известната му книга е „Децата от нашата улица“.

## Биография
Роден е в град Скопие в 1928 година в турско семейство. Завършва Философския факултет на Скопския университет. Работи како редактор в редакцията на вестник „Бирлик“ при НИП „Нова Македония“. Член е на Дружеството на писателите на Македония от 1951 година. Автор е на книгите:
- Лирика (1950),
- Школско ѕвонче (поезия за деца, 1952),
- Зајак мечувалец (поезия за деца, 1953),
- Каде сум (поезия, 1953),
- Булка (поезия, 1954),
- Црвени обетки (поезия за деца, 1958),
- Децата од нашата улица (разкази за деца, 1961),
- Заспивалки (поезия за деца 1964),
- Љубов (поезия, 1965),
- Децата од старата улица (разкази за деца, 1966),
- Капки (поезия, 1967),
- Децата од новата улица (разкази за деца, 1967),
- Орхан (разкази за деца, 1973),
- Каде е зеленото (поезия, 1975),
- Варијации за Лорка (поезия, 1977),
- Ромео и Јулија од нашата улица (разкази за деца, 1978),
- Старо купувам, ново продавам (разкази за деца, 1982).

Умира в Нови Сад в 1988 година.